# Hestiochora xanthocoma
Hestiochora xanthocoma là một loài bướm đêm thuộc họ Zygaenidae. Nó được tìm thấy ở the tropical parts of Bắc Úc và Queensland.
Chiều dài cánh trước là 7–8 mm đối với con đực and 8-8.5 mm đối với con cái. Sải cánh dài khoảng 20 mm. Con trưởng thành giống loài ong bắp cày. Chúng là loài sinh sống ở xứ nhiệt đới với nhiều lứa một năm.